# Cléostrate
Cléostrate, (en grec ancien Κλεόστρατος) est un astronome grec du Ve siècle av. J.-C. originaire de Ténédos, né vers -520 ou -548, mort en -432, contemporain de l’astronome chaldéen Nabû-rimânni, et de Thalès de Milet, dont il fut peut-être disciple.
Reprenant le travail du découvreur de l’obliquité Anaximandre, Cléostrate est considéré comme le premier qui a introduit le zodiaque, en commençant par le signe du Bélier, puis le signe du Sagittaire, et comme le premier qui a introduit un calendrier solaire en Grèce. Hygin dit qu’il est le premier à montrer les deux étoiles de la constellation du Cocher appelées Haedi. 

## Histoire
On lui attribue la division de l’écliptique en douze parties égales, ainsi que la définition des signes du zodiaque associés à des constellations, selon Pline l'Ancien : L'obliquité du zodiaque en fut comprise ; Cléostrate y signala ensuite les constellations, et d'abord celle du Bélier et du Sagittaire.
Cléostrate avait écrit ses théories dans un poème perdu intitulé Astrologia. Afin de synchroniser le calendrier athénien sur l’année solaire, il proposa d’ajouter, sur un cycle de 8 ans - dit « octaétéride » - cycle de huit années solaires à l’issue duquel on ajoute trois mois lunaires ; un treizième mois de 30 jours aux troisième, cinquième et huitième années. Censorinus estime que Cléostrate fut l’inventeur de l’octaétéride.

## Théophraste à propos de Cléostrate
Théophraste déclare que Cléostrate était l’un des quelques bons astronomes qui s'établirent sur les hauteurs de montagnes pour y observer le ciel, entre autres, pour la qualité de l’air et de son atmosphère. Cléostrate était établi sur le mont Ida.

## Œuvre
Un ouvrage écrit en hexamètres, intitulé Astrologie (en grec  ancien ἀστρολογία) lui est attribué.

## Source
Histoire naturelle, de Pline l'Ancien : Livre II, Chapitre 6.